# Riachão do Dantas
Riachão do Dantas là một đô thị thuộc bang Sergipe, Brasil. Đô thị này có diện tích 528,4 km², dân số năm 2007 là 19034 người, mật độ 36,02 người/km².